# Alan Dale
Alan Hugh Dale, född 6 maj 1947 i Dunedin, är en skådespelare från Nya Zeeland. Han slog igenom i TV-serien Grannar där han spelade familjefadern Jim Robinson mellan 1985 och 1993. Sedan 2017 har han medverkat i Dynasty som Joseph Anders.
Han har medverkat i OC som Caleb Nichol och i Ugly Betty som Bradford Meade - Bettys chef Daniel Meades pappa. Dale har också gästspelat i Lost och NCIS.
År 1968 gifte sig Dale med sin flickvän, Claire. Paret hade två barn. Äktenskapet slutade i skilsmässa år 1979. År 1990 gifte han sig med Tracey Pearson. Dale har också två barn från detta äktenskap, Daniel och Nick.

## Filmografi (urval)
- 1985–1993 – Grannar (TV-serie)
- 2003 – På heder och samvete (TV-serie) (2 avsnitt)
- 2003–2013 – NCIS (TV-serie) (återkommande gästroll)
- 2003–2005 – OC (TV-serie)
- 2005 – E-Ring (TV-serie)
- 2005 – Yakuza (röst i dataspel)
- 2006–2010 – Lost (TV-serie)
- 2006–2007 – Ugly Betty (TV-serie)
- 2008 – Indiana Jones och Kristalldödskallens rike
- 2010 – Don't Be Afraid of the Dark
- 2011 – Priest
- 2011 – The Girl with the Dragon Tattoo
- 2011–2013 – Once Upon a Time (TV-serie)
- 2013 – The Mindy Project, avsnitt Sk8er Man (gästroll i TV-serie)
- 2014 – Captain America: The Winter Soldier
- 2017- Dynasty
- 2025 – Torpeden (TV-serie)